# Semana Santa en Oviedo
La Semana Santa de Oviedo es una celebración de índole religiosa, cultural y social de la capital asturiana. En esta festividad de carácter cristiano se conmemora la Pasión, Muerte y Resurrección de Cristo.
Los principales actos son las numerosas y multitudinarias procesiones que recorren la ciudad ovetense entre el Domingo de Ramos y el Domingo de Resurrección.

## Historia
Esta celebración tiene sus antecedentes en el siglo XVII, pero desde la desamortización del ministro Juan Álvarez Mendizábal (1836-1837) hay un declive de las cofradías de la ciudad, hasta desaparecer a a principios del siglo XX.
Terminada la Guerra Civil (1936-39), las nuevas autoridades tratan de reorganizar los actos de Semana Santa, fomentan la creación de diversas cofradías, pero los resultados son escasos y en 1968 sale la última procesión.
En 1994 se refunda Hermandad y Cofradía de Nuestro Padre Jesús Nazareno, que procesiona al año siguiente. Desde esa fecha se crean nuevas cofradías, la última en el 2023, hasta alcanzar el número de siete, y se celebran diversas procesiones, pero Oviedo no cuentan con la tradición que hay en otros puntos de España.
Por otra parte, Oviedo cuenta desde hace varias décadas con la Junta de Cofradías y Hermandades de Semana Santa que regula todos los actos celebrados por las agrupaciones penitenciales de la ciudad y organizó durante varios años la procesión del Domingo de Resurreción.

## Cofradías y hermandades
| Cofradía | Hábito                | Fundación | Sede                                              | Emblema |
| --- | --------------------- | --------- | ------------------------------------------------- | ------- |
| Hermandad y Cofradía de Nuestro Padre Jesús Nazareno |                       | 1622      | Iglesia de Santo Domingo                          |         |
| Real y Trinitaria Archicofradía del Santo Entierro y Nuestra Señora de los Dolores en su Inmaculada Concepción                                                                          |                       | 1777      | Parroquia de San Isidoro el Real                  |         |
| Hermandad de Jesús Cautivo |                       | 1952      | Parroquia de San Juan el Real                     |         |
| Real Cofradía del Silencio y Santa Cruz |                       | 2001      | Iglesia de Santa María la Real de la Corte        |         |
| Hermandad y Cofradía de Nazarenos del Santísimo Cristo de la Misericordia, Nuestro Padre Jesús de la Sentencia, María Santísima de la Esperanza y San Francisco Javier, Los Estudiantes |                       | 2007      | Parroquia de San Francisco Javier de la Tenderina |         |
| Cofradía de la Entrada de Jesús en Jerusalén, La Borriquilla |                       | 2012      | Parroquia de San Pedro de los Arcos               |         |
| Hermandad y Cofradía de Nazarenos de la Sagrada Resurrección de Nuestro Señor Jesucristo, María Santísima de la Aurora y Virgen de Covadonga, La Resurrección                           | (No hay información.) | 2023      | Parroquia de Nuestra Señora de Covadonga          |         |

## Actos procesionales
| Procesión                       | Día                     | Parroquia                                                  | Organizada por                                              | Banda | Acto relevante |
| ------------------------------- | ----------------------- | ---------------------------------------------------------- | ----------------------------------------------------------- | --- | --- |
| Procesión de La Borriquilla     | Domingo de Ramos        | Parroquia de San Pedro de los Arcos                        | Cofradía de la Borriquilla                                  | Banda de CCyTT del Santísimo Cristo de la Piedad de Oviedo                                                                | Bendición de Ramos, San Pedro de los Arcos. |
| Procesión de la Sagrada Lanzada | Domingo de Ramos        | Parroquia de San Francisco Javier de la Tenderina          | Hermandad de los Estudiantes                                | Agrupación Musical San Salvador                                                                                           | Durante el recorrido se sube la calle Azcárraga (conocida como la Cuesta de la Vega), la cual genera mucha expectación por la velocidad a la que suben la cuesta los costaleros. |
| Procesión del Prendimiento      | Lunes Santo             | Parroquia de San Francisco Javier de la Tenderina          | Hermandad de los Estudiantes                                | Agrupación Musical San Salvador                                                                                           | |
| Procesión del Silencio          | Martes Santo            | Iglesia de Santa María la Real de la Corte                 | Real Cofradía del Silencio y Santa Cruz                     | Unión Musical del Principado y la Banda de CCyTT del Santísimo Cristo de la Piedad                                        | |
| Procesión del Nazareno          | Miércoles Santo         | Iglesia de Santo Domingo                                   | Hermandad y Cofradía de Nuestro Padre Jesús Nazareno        | Agrupación Musical de la Cofradía del Cristo del Gran Poder de León                                                       | |
| Procesión de Jesús Cautivo      | Jueves Santo            | Parroquia de San Juan el Real                              | Hermandad de Jesús Cautivo                                  | Banda de CCyTT de la Hermandad, la Banda Municipal de música de la Ciudad de Oviedo y la Banda de gaitas Ciudad de Oviedo | |
| Procesión de La Madrugá         | Viernes Santo           | Capilla del Edificio Histórico de la Universidad de Oviedo | Hermandad de los Estudiantes                                | Agrupación Musical San Salvador                                                                                           | Lectura de la sentencia desde el balcón del Ayuntamiento. |
| Procesión del Santo Entierro    | Viernes Santo           | Parroquia de San Isidoro el Real                           | Cofradía del Santo Entierro y Nuestra Señora de los Dolores | Agrupación Musical Sagrado Corazón de Jesús y Banda de la Unión Musical del Principado                                    | Frente a la Catedral se realiza la Ceremonia del Epitafio, presidido por el Cabildo Catedralicio.                                                                                |
| Procesión de La Soledad         | Sábado Santo            | Parroquia de San Isidoro el Real                           | Cofradía del Santo Entierro y Nuestra Señora de los Dolores | Banda de la Unión Musical del Principado                                                                                  | Oración por los difuntos en la Plaza del Paraguas. Ofrenda de las súplicas y canto del himno en la Plaza del Ayuntamiento.                                                       |
| Procesión de Jesús Resucitado   | Domingo de Resurrección | Parroquia de Nuestra Señora de Covadonga                   | Hermandad de la Resurrección                                | Agrupación Musical San Salvador                                                                                           | |

## Otras tradiciones

### La tradición del bollo
Tras recibir la palma de los ahijados al acabar la Semana Santa existe la tradición de que los padrinos les hagan un regalo. Algunos siguen decantándose por la tarta o una figura de chocolate, con tipos que se renuevan según la moda junto a las típicas de huevos de Pascua o conejos. Las confiterías lucen las obras de sus mejores chocolateros en reproducciones que luego se exhiben en los escaparates con enormes figuras de monumentos, personajes o toda clase de construcciones. El bollo, que también puede ser un regalo cualquiera y no solo de dulce, es muy popular en todo Asturias. Según la tradición, ese obsequio anual de los padrinos acaba cuando el ahijado se casa.